# Werner Prenzel
Werner Prenzel (* 17. August 1929; † 1. Oktober 2016) war ein Dresdner Fußballspieler. Von 1950 bis 1958 spielte er in der DDR-Oberliga, der höchsten Liga im DDR-Fußball.

## Sportliche Laufbahn
Über die Jugendmannschaft der SG Pieschen und der SG Mickten kam Werner Penzel 1950 zur Betriebssportgemeinschaft (BSG) Sachsenverlag Dresden. Mit ihr stieg er nach dem Ende der Saison 1949/50 in die DDR-Oberliga auf. In seiner ersten Oberligasaison 1950/51 hatte er einen optimalen Einstand. Er bestritt als Stürmer eingesetzt alle 34 Punktspiele und wurde mit zehn Treffern zum zweitbesten Torschützen der Dresdner, die von der Rückrunde an als BSG Rotation antraten. Bis 1956 (Kalenderjahr-Saison) war Prenzel stets Stammspieler und fehlte in dieser Zeit nur bei acht Oberligaspielen. Dabei gehörte er in den sechs Spielzeiten mit insgesamt 41 Treffern stets zu den erfolgreichsten Torschützen. Seine bevorzugte Position war die Rechtsaußensturmseite, nur 1954/55 spielte er vorwiegend als Mittelstürmer. In dieser Saison wurde die Fußballsektion der BSG Rotation dem neu gegründeten SC Einheit Dresden zugewiesen. Am 14. Juni 1953 bestritt Werner Prenzel ein Länderspiel mit der DDR-B-Nationalmannschaft. Bei der 1:2-Niederlage gegen Bulgarien in Sofia spielte er auf seiner Stammposition als Rechtsaußenstürmer und erzielte das zwischenzeitliche Tor zum 1:1.
In der Saison 1957 zeichneten sich beim 28-jährigen Prenzel die ersten Ausfallerscheinungen ab, denn er absolvierte in dieser Spielzeit nur noch 17 von 26 Oberligaspielen und schoss auch nur noch zwei Tore. 1958 fiel er ganz aus der Stammelf heraus. Er kam lediglich in der Hinrunde in drei Oberligaspielen zum Einsatz, dabei einmal als Einwechselspieler in der 66 Minute. Auch beim Pokalsieg des SC Einheit wurde er nicht eingesetzt. Nach dem Saisonschluss beendete Werner Prenzel seine Karriere im Spitzenfußball.